# Katie Hoff
Kathryn Elise Hoff (Palo Alto, Kalifornija, 3. lipnja 1989.) je američka plivačica.
Višestruka je svjetska prvakinja u plivanju i osvajačica olimpijskih medalja.

## Vanjske poveznice
- Katie Hoff  Arhivirana inačica izvorne stranice od 23. prosinca 2008. (Wayback Machine) (eng.)
- Profil na swimrankings.net